# Lucius Gellius Publicola (Konsul 72 v. Chr.)
Lucius Gellius (Publicola) war ein römischer Politiker des 1. Jahrhunderts v. Chr.
Als homo novus wurde Gellius spätestens 96 v. Chr. Ädil und 94 v. Chr. praetor peregrinus, dann 93 v. Chr. Promagistrat in einer der östlichen Provinzen, vermutlich Asia. Er versuchte, in den Streitigkeiten der athenischen Philosophenschulen zu vermitteln und machte sich damit zum Gespött seiner Zeitgenossen. Erst 72 v. Chr. wurde er mit Gnaeus Cornelius Lentulus Clodianus Konsul, besiegte zunächst eine Gruppe aufständischer Sklaven des Spartacus unter Crixus, wurde dann aber von Spartacus selbst besiegt und darauf vom Senat mit seinem Kollegen vom Amt entbunden, wurde aber trotzdem mit seinem früheren Amtskollegen Gnaeus Cornelius Lentulus Clodianus 70 v. Chr. Censor. In dieser Stellung schloss er 64 Senatoren aus dem Senat aus.
67 bis 65 v. Chr. war Gellius Legat des Pompeius im Seeräuberkrieg und mit der Bewachung der italischen Küste und der Kontrolle über das Tyrrhenische Meer beauftragt. 63 v. Chr. unterstützte er Ciceros Vorgehen gegen die Catilinarier, 59 v. Chr. opponierte er gegen Caesars Agrargesetz und trat noch 57 und 55 v. Chr. im Senat auf.
Sein gleichnamiger Sohn soll mit seiner zweiten Frau Ehebruch begangen haben.